# Sierra del Chachil
La Sierra del Chachil (o Cordón del Chachil) es un cordón montañoso de la precordillera Neuquina, formando parte de la orografía de la provincia del Neuquén, República Argentina.
Esta sierra comienza al sur del paso de Pino Hachado, con una orientación NO - SE hasta inmediaciones del Cerro Las Lajas, a partir de allí adopta una dirección meridiana, hasta su finalización, en la zona del Cerro Chachil.
Esta sierra da comienzo con el cerro Chachil (2.839 m s. n. m.), (departamento Alumine) y finaliza en el cerro Las Lajas (departamento Picunches).
Dentro de este cordón montañoso y de sur a norte, se encuentran los cerros Atravesada, Queli Mahuida, Palau Mahuida,  y Cerro Las Lajas.
Al este de la sierra del Chachil se encuentra Laguna Blanca, la localidad más cercana y en esa misma dirección geográfica esta la ciudad de Zapala, hacia el oeste de la sierra se encuentra la localidad de Alumine y Villa Pehuenia, además en esa región se encuentran los lagos Alumine, Moquehue, Ruca Choroy y Ñorquinco. 

## Toponimia
El origen del toponimio del cerro Chachil, Cheachil, Chiachil, proviene del idioma de los Günün a küna (tehuelches septentrionales o pampas antiguos) y es chüüyü a chül 'piedra del giro'. Cuando pasaban por allí, se debía dar un giro o vuelta alrededor de la piedra altar mientras se rogaba y ofrendaba algo para el buen viaje y propiciarse la buenaventura. Se la conoce comúnmente como la 'Piedra del río Charahuilla'.